# دراکولا (فیلم ۱۹۳۱ انگلیسی‌زبان)
دراکولا (به انگلیسی: Dracula) یک فیلم خون‌آشامی و فراطبیعی ترسناک محصول سال ۱۹۳۱ آمریکایی به کارگردانی و تهیه‌کنندگی تاد براونینگ بر اساس فیلمنامه‌ای نوشته گرت فورت با بازی بلا لوگُشی و هلن چندلر است. این فیلم بر اساس نمایشنامه دراکولا در سال ۱۹۲۴ اثر همیلتون دین و جان ال. بالدرستون، از رمان دراکولا در سال ۱۸۹۷ نوشته برام استوکر اقتباس شده‌است. لوگُشی در نقش کنت دراکولا، خون‌آشامی را به تصویر می‌کشد که از ترانسیلوانی به انگلستان مهاجرت کرده و خون قربانیان زنده از جمله نامزد یک مرد جوان را می‌نوشد.

## خلاصه داستان
«رنفیلد» (فرای)، فروشندهٔ املاک و مستغلات به ترانسیلوانی می‌رود تا مقدمات فروش یک خانهٔ بزرگ قدیمی و متروک انگلیسی را به بیگانه‌ای مرموز به نام «کنت دراکولا» (لوگُشی) فراهم کند. اما کنت به قالب اصلی خویش، خون‌آشامی ۵۰۰ ساله، در می‌آید، «رنفیلد» را می‌گزد و او را بردهٔ خود می‌کند.